# 프랑스 소비자법
소비자법(Code de la consommation )은 프랑스의 법률로서, 소비자 보호에 관한 의회 입법으로서, 상법의 일부를 이룬다. 프랑스에서 소비자 법이 입법화된 것은 1978년의 일이다.

## 소비자법의 내용
프랑스에서, 소비자법은 모두 5권(livre)으로 구성되어 있다. 소비자 보호, 다양하고 균형잡힌 소비의 촉진이 그 주요 목적이다.

### 제1권
제1권은 소비자 정보와 계약 정보를 다룬다. 소비자와 기업 간의 정보의 비대칭성은 소비자 불만의 주요 원인 중 하나이다. 소비자에게 정보가 제공되고 이것이 지속되는 것은 계약 형성에 있어서 핵심적인 요소이다.

### 제2권
제2권은 제품과 용역의 법준수와 안전에 관하여 상술하고 있다.